# Harald Winter

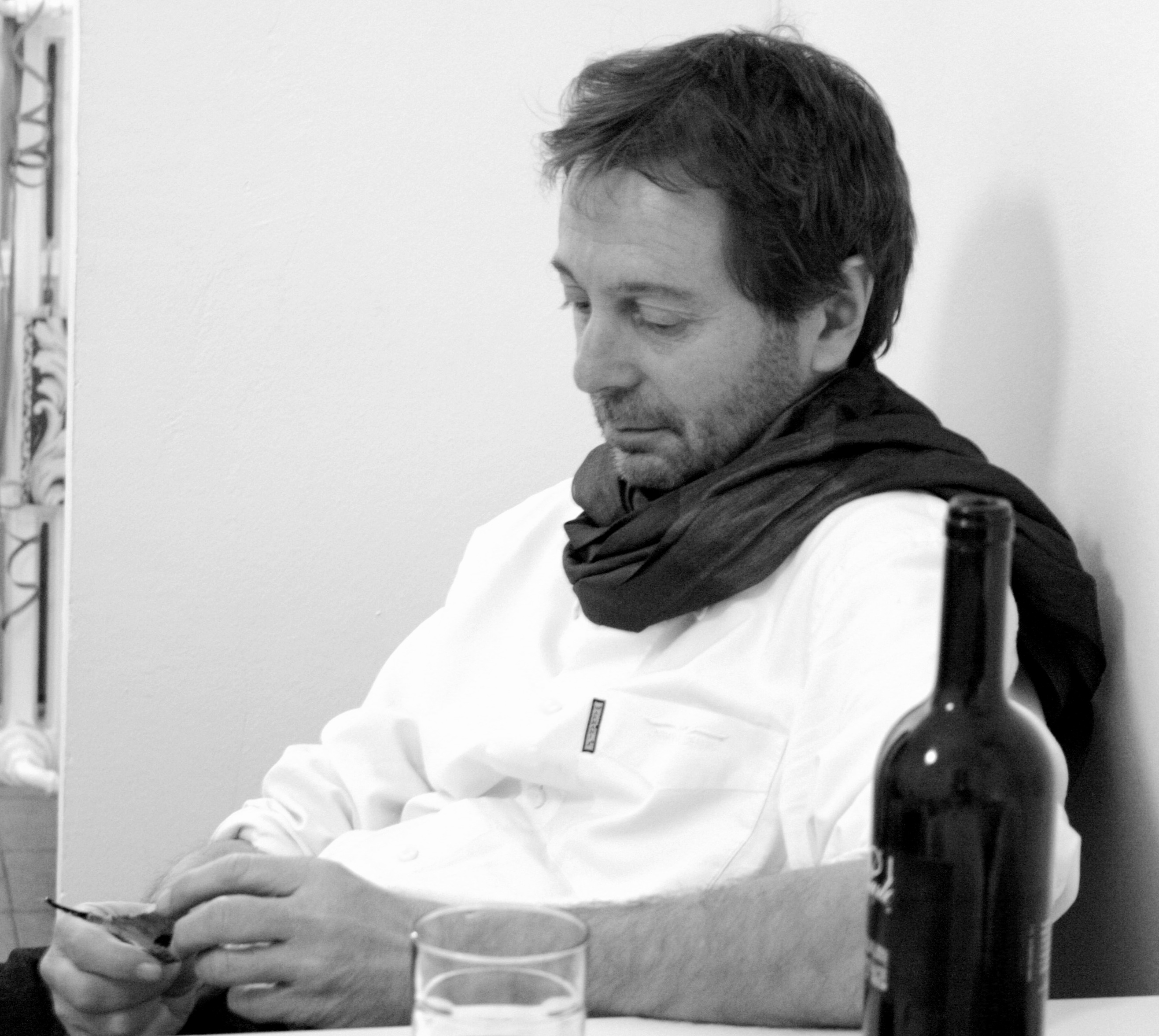
Harald Winter

Harald Winter (* 5. März 1953 in Herrsching am Ammersee) ist ein deutscher Maler und Zeichner.

## Leben
Nach dem Abitur 1973 besuchte Winter die Akademie der Bildenden Künste Nürnberg und beendete sein Studium 1978. Er lebt in der Nähe von Nürnberg und hat einen zweiten Wohnsitz in Berlin und Castellabate, Süditalien. Winter arbeitet auf dem Gebiet der Zeichnung, Malerei, Plastik und Performance und war bis 2017 unter anderem am Emil-von-Behring-Gymnasium Spardorf als Lehrer der Fachschaft Kunst tätig.

## Werk
Erste öffentliche Anerkennung gelang ihm mit dem Bild Neun Leute aus der Provinz (Öl auf Leinwand, 350 cm × 200 cm, 1981), das beim Kunstsalon 1982 im Haus der Kunst in München präsentiert wurde. Initiiert durch das italienische Generalkonsulat in Genf, die Italienische Botschaft und die Deutsche Botschaft wurde zuletzt im Januar 2010 eine große Einzelausstellung mit 150 Arbeiten von Winter bei der UNO, Palais des Nations in Genf eröffnet.

### Castellabate-Projekt
Das Castellabate Projekt ist ein fortlaufendes Projekt ohne kommerziellen Aspekt. Arbeiten dieser Reihe sind nicht im Handel. Der Künstler arbeitet an einem Porträt des Ortes, das auch die stetigen Veränderungen miteinbezieht. Das Projekt begann 1998. Ein erster Zwischenbericht wurde 2001 am Goethe Institut in Neapel gezeigt, unterstützt vom Institut für Auslandsbeziehungen. Eine weitere Präsentation erfolgte 2007 im Castello von Castellabate, unter der Schirmherrschaft des Deutschen Konsulats, Neapel. Diese Grundidee war der Anlass für die Vereinten Nationen, die Ausstellung Le petit tour zu zeigen.

„„“These particularities of the Italian way of life, interpreted by a German artist, show us that in the fundamental aspects of our existence, we are all connected as the human family.”

„Die Eigenheiten des italienischen Lebensstils, interpretiert von einem deutschen Künstler, zeigen uns, dass wir in den grundlegenden Aspekten unserer Existenz alle einer einzigen menschlichen Familie angehören.““

#### Veröffentlichungen
Unter dem Titel FRUTTA E VERDURA erschien begleitend zur Ausstellung im Goethe Institut in Neapel ein Heft mit 12 illustrierten Kurzgeschichten des Künstlers.
In ihrer Ausgabe vom Juli 2019 veröffentlicht die Literaturzeitschrift „DRECKSACK“ zwei Kurzgeschichten des Künstlers.

#### Rezensionen
- Nordbayrische Nachrichten[10]
- La Repubblica – 15 giugno 2001

### Kunst im öffentlichen Raum

#### Installation am Kersbacher Kreisel
Nach dem Gewinn eines europäischen Wettbewerbs mit 101 Teilnehmern, realisierte der Künstler 2020 seinen Entwurf am Kersbacher Kreuz. Er nahm dabei Bezug auf die Pfingstreise des romantischen Dichters Ludwig Tieck, die dieser 1793 mit Heinrich Wackenroder in die Fränkische Schweiz unternahm. Tieck fand hier die idealtypisch romantische Landschaft. Winter zitiert in seiner Arbeit eine Aussage aus dem Reisebericht Tiecks: „Die ganze Natur ist dem Menschen, wenn er poetisch gestimmt ist, nur ein Spiegel, worin er nichts als sich selbst wiederfindet.“  Das scheinbar schwebende, metallene Schriftband umrundet das Innere des Kreisverkehrs und steigt spiralförmig nach oben.
Material: Beschichtetes Aluminium, Blattgold, Länge des Schriftbandes: 49,20 m, Höhe: 1,07 m. Der „Kersbacher Kreisel“ zählt nach einem vom ADAC 2021 veröffentlichten Ranking zu den „11 außergewöhnlichsten Kreisverkehre(n) der Welt“.

#### Denkmal für Wilhelm Kleemann
Im Jahr 2013 erhielt der Künstler den Auftrag, ein Denkmal für den 1869 in Forchheim geborenen jüdischen Bankier Wilhelm Kleemann zu entwerfen. Kleemann lebte bis 1933 in Berlin und war u. a. Vorsitzender der dortigen jüdischen Gemeinde. 1940 emigrierte er nach New York. Winter schuf in Kleemanns Geburtsstadt ein begehbares, interaktives Denkmal. Im Gehweg des Wilhelm-Kleemann-Weges verlegte er ein 5,50 m langes Granitband mit eingelegten Edelstahlbuchstaben. Zudem macht eine Stele mit eingemeißeltem QR-Code den Zugang zu einer Webseite möglich, die dem Leben Kleemanns gewidmet ist.

#### Zeitbrunnen
Für den Bahnhofsplatz Forchheim entwarf der Künstler den Zeitbrunnen.
Die Arbeit basiert auf dem Gedanken, fließendes Wasser und fließende Zeit in Bezug zu setzen und so die Wartenden zum Nachdenken über das Wesen der Zeit anzuregen. In einem Halbrund aufgestellte Granitquader, deren Höhe analog zur vergangenen Zeit zunimmt, dienen als „Stundensäulen“ aus denen Wasser fließt. In Kombination mit kleinen Fontänen, die im 5-Minuten-Takt nacheinander aktiv werden, ist auch das Ablesen der Uhrzeit möglich. Der Brunnen wurde im März 2003 von Dieter George im Namen des Heimatvereins Forchheim der Stadt Forchheim übergeben.

### Topsy-Turvy / Arbeiten auf Papier
„Sowohl inhaltlich als auch stilistisch sind diese Arbeiten von Winter geschichtet, vermengen fragmentarische Ideen und freie Gedankenspiele, die sich gegenseitig überlappen, sodass vielfältige Bedeutungsebenen entstehen. Auf den ersten Blick mögen sie spielerisch wirken, doch bei genauerem Hinsehen sind sie geistreich und witzig, berühren auch die dunkleren Seiten, oder gehen auf aktuelle gesellschaftliche oder politische Ereignisse ein.
Yara Tschallener Galeristin Red Gate Gallery, 2009“

In der 30-minütigen, vertonten Slideshow: „If you would please look to the left!“
von 2012 verfolgt der Künstler dieses Prinzip weiter. Die 62 Arbeiten, die in der Slideshow zu sehen sind, entstehen auf ähnliche Weise. Er fügt jedoch mit den zu hörenden Geräuschen ein weiteres Element hinzu. Ebenso wählt er mit der Projektion eine andere Präsentationsform, die es erlaubt, die Arbeit auch außerhalb des Museums oder einer Galerie zu zeigen.

### ProjektInnen Aussen
Ein Projekt für die Zionskirche Berlin. Der Künstler schuf hierfür ein zeichnerisches Porträt des Zionskirchplatzes. Das Ergebnis wurde im Oktober 2016 in Form einer Grafikmappe publiziert, begleitet von einer dreimonatigen Ausstellung in der Zionskirche Berlin.

### Malerei
Immer wieder befasst sich der Künstler mit der großformatigen Malerei. Nach den bereits erwähnten Neun Leuten aus der Provinz von 1981 (Öl auf Leinwand, 200 cm × 350 cm) und verschiedenen Einzelportraits, entstanden auch Arbeiten wie das Andachtsbild von 1983 (Öl auf Leinwand, 200 cm × 300 cm), der Sonntagsspaziergang von 1990 (Öl auf Leinwand, 210 cm × 440 cm, Privatbesitz) oder Der Weg nach  Pioppi von 2004 (Öl auf Leinwand, 200 cm × 300 cm, Privatbesitz), in denen sich der Maler mit der Landschaft auseinandersetzt.
In seinem jüngsten Bild von 2014 Die Lage der Dinge (Öl auf Leinwand, 143 cm × 200 cm), eines der wenigen großformatigen Stillleben, kommentiert er ironisch die inhaltliche Überfrachtung.

### Performance und Aktionen
- „Katharina läuft durchs Haus“, Pfalzmuseum 2005, Forchheim
- „Satzbaulust“, Pfalzmuseum 2006, Forchheim
- „MaxMoritzProjekt“, Pfalzmuseum, 2008, Forchheim
- „money“, Red Gate Gallery, 2009, London

Projekte für das Pfalzmuseum
6. August 2005: Katharina läuft durchs Haus
Während der Museumsnacht wurde das Geschehen im Inneren des Gebäudes auf die Außenfassade projiziert. Ein einige Tage zuvor aufgenommener Film, der ein durch die Räume laufendes Aktmodell zeigt, wurde unter
die Liveaufnahmen gemischt.
9. September 2006: SatzBauLust
Während der Aktion waren Besucher der Langen Museumsnacht 2006 eingeladen, vor laufender Kamera kurze Sätze vorzulesen, die dann später in einem Film zusammengefügt wurden. Die Mitwirkenden, u. a. Lokalpolitiker und ein katholischer Pfarrer, erfuhren erst dann, dass sie eine Geschichte aus Giovanni Boccaccios „Decamerone“ vorgetragen hatten.
13. September 2008: Max Moritz-Projekt
Parallel zu einer Sonderausstellung über Wilhelm Busch stand auch die Lange Museumsnacht 2008 unter diesem Motto. Aus diesem Anlass fertigte der Künstler zusammen mit seiner Tochter 21 Fälschungen an, die im Stadt- und Trachtenmuseum ausgestellt wurden (Quelle: Susanne Fischer M.A., Museumsleiterin/Stadt Forchheim, Pfalzmuseum).

## Ausstellungen (Auswahl)
- Wien, derKUNSTRAUM, 2022,[24]
- Berlin, Zionskirche, 2016 (P)
- Erlangen, Friedrich-Alexander Universität, 2012 (P)[25]
- Genf, United Nations, 2010 (P)[26]
- New York, LAE Gallery, 2009 (G)
- London, Red Gate Gallery, 2009 (P)[27]
- Castellabate, Castello, 2007 (P)[28]
- Forchheim, Pfalzmuseum, 2005 u. 2012 (P)
- Portici, CRIAI, 2002 (P)
- Neapel, Goethe-Institut, 2001 (P)[29]
- Berlin, Kunstquartier, 1991 (G)
- Graz, Haus der Architektur, 1986 (G)
- Nürnberg, 1984,(G)[30]
- München, Haus der Kunst, 1982 u. 1983 (G)[31] (G)[32]

(P = Einzelausstellung / G = Gruppenausstellung)

## Auszeichnungen
2011 erhielt er den  Forchheimer Kulturpreis Triton.
2019 gewinnt der Künstler den europäischen Wettbewerb: „Künstlerische Gestaltung des Kreisverkehrs am Kersbacher Kreuz.“